# Карамуртський сільський округ
Караму́ртський сільський округ (каз. Қарамұрт ауылдық округі, рос. Карамуртский сельский округ) — адміністративна одиниця у складі Сайрамського району Туркестанської області Казахстану. Адміністративний центр — село Карамурт.
Населення — 16659 осіб (2021; 12694 у 2009, 9619 у 1999, 7465 у 1989).
Станом на 1989 рік існувала Карамуртська сільська рада (села Карамурт, Нізамабад).

## Склад
До складу округу входять такі населені пункти:
| Населений пункт | Колишні назви | Населення, осіб (1989) | Населення, осіб (1999) | Населення, осіб (2009) | Населення, осіб (2021) |
| --------------- | ------------- | ---------------------- | ---------------------- | ---------------------- | ---------------------- |
| Карамурт, село  | -             | 6448                   | 8188                   | 10538                  | 14058                  |
| Нізамабат, село | Нізамабад     | 1017                   | 1431                   | 2156                   | 2601                   |